# 親家遇到愛
《親家遇到愛》（英語：Mother of the Bride）是2024年Netflix原創美國浪漫喜劇電影，由馬克·華特斯執導、羅賓·伯恩海姆編劇、布萊德·克雷沃伊監製，演員陣容包括布魯克·雪德絲、米蘭達·蔻思葛芙、尚恩·提爾、查德·麥可·莫瑞、瑞秋·哈里斯和班傑明·布萊特。劇情講述一位母親在女兒結婚前夕得知自己即將與前男友成為親家。
電影於2024年5月9日在Netflix上映，三日後登上Netflix每週英語電影全球觀看時數最多的寶座。

## 劇情大綱
在倫敦留學的艾瑪·溫斯洛（米蘭達·蔻思葛芙飾）決定和男友瑞傑（尚恩·提爾飾）互許終身，她回家告訴母親拉娜（布魯克·雪德絲飾）婚禮將在下個月舉行。兩人各自帶著親友們來到泰國普吉島的一座渡假村籌備婚事。然而，拉娜在渡假村遇見了幾位老同學們，當中包括她大學時期讓她又愛又恨的舊情人威爾·傑克森（班傑明·布萊特飾）。

## 演員及角色
| 演員                     | 角色                                    | 描述                                                                           |
| ------------------------ | --------------------------------------- | ------------------------------------------------------------------------------ |
| 布魯克·雪德絲            | 拉娜·溫斯洛 Lana Winslow                | 遺傳學博士，艾瑪的母親。                                                       |
| 班傑明·布萊特            | 威爾·傑克森 Will Jackson                | 瑞傑的父親，拉娜的前男友。                                                     |
| 米蘭達·蔻思葛芙          | 艾瑪·羅絲·溫斯洛 Emma Rose Winslow      | 拉娜的女兒。生活品味社群帳號經營者，渡假村的代言人。父親在她八歲時因車禍過世。 |
| 尚恩·提爾                | 瑞查·傑克森 / 瑞傑 Richard Jackson / RJ | 威爾的獨子。父母在他年幼時離異，便由父親獨自扶養長大。                         |
| 瑞秋·哈里斯              | 珍妮絲·鮑溫 Janice Balvin               | 拉娜的好友兼大學同學。                                                         |
| 查德·麥可·莫瑞           | 盧卡斯·坎皮恩 Lucas Campion             | 拉娜在渡假村邂逅的年輕醫生。                                                   |
| 麥克·麥當勞              | 克萊 Clay                               | 史考特的丈夫，拉娜的大學同學。                                                 |
| 威爾森·克魯茲            | 史考特·傑克森 Scott Jackson             | 威爾的弟弟，克萊的丈夫，拉娜的大學同學。                                       |
| 塔斯尼姆·洛克            | 卡瑪拉 Camala                           | 婚禮規劃師。                                                                   |
| 達利普·松迪 Dalip Sondhi | 哈雷·瑞 Harley Ray                      | 安納塔拉渡假村的員工。                                                         |

## 製作
2023年2月，Netflix宣布由馬克·華特斯執導、羅賓·伯恩海姆編劇的一部浪漫喜劇電影正在製作中，主要角色由布魯克·雪德絲、米蘭達·蔻思葛芙和班傑明·布萊特所飾演。同年4月，查德·麥可·莫瑞、瑞秋·哈里斯、尚恩·提爾、威爾森·克魯茲、麥克·麥當勞、塔斯尼姆·洛克和達利普·松迪（Dalip Sondhi）加入劇組。
主體拍攝於2023年4月開始，主要取景地點在泰國普吉島，劇中出現的渡假村是普吉島麥考安納塔拉別墅度假飯店（Anantara Mai Khao Phuket）；拉娜（布魯克·雪德絲飾）和威爾（班傑明·布萊特飾）一起去的「情人灣沙灘」是位於普吉島東北方攀牙灣某處的一座沙灘。

## 發行
前導預告於2024年4月3日發行。電影正片於2024年5月9日在Netflix全球同步上映。

## 大眾迴響
根据評論匯總网站爛番茄汇总的38篇评论文章，13%的评论家给予该作正面评价，平均打分为4.1分（满分10分）。在Metacritic上，12位影評人共給予了39分的分數（滿分100分），這部電影獲得了「普遍負面評價」。

## 外部連結
- 在Netflix上觀看《親家遇到愛》
- 互联网电影数据库（IMDb）上《親家遇到愛》的资料（英文）
- 豆瓣电影上《親家遇到愛》的資料 （简体中文）
- 爛番茄上《親家遇到愛》的資料（英文）
- Metacritic上《親家遇到愛》的資料（英文）